# Jean Sir
Jean Sir (* 1899; † unbekannt) war ein deutscher Hundezüchter und Buchautor.

## Leben
Der Berufsschullehrer Jean Sir engagierte sich schon in der Zeit der Weimarer Republik in der Gesellschaft für Hundeforschung. Schwerpunkt seiner Arbeit waren dabei tierpsychologische Fragen. In den 1930er Jahren wurde er Reichsobmann für das gesamte Hundewesen. Nach dem Ende des Zweiten Weltkriegs war Jean Sir in der Sowjetischen Besatzungszone und ab 1949 der DDR einige Jahre in unterschiedlichen Berufen tätig, bevor er im Jahr 1952 er hauptamtlicher Redakteur der im Deutschen Bauernverlag erscheinenden Fachzeitschrift »Der Hund« wurde, die vom Zentralvorstand der Gesellschaft für Sport und Technik herausgegeben wurde. Er veröffentlichte außerdem ein Lehrbuch zur Hundeabrichtung, das Grundlage für die Arbeit der Deutschen Volkspolizei wurde. Parallel dazu war er führendes Mitglied in der Zentralen Fachkommission der Deutschen Gesellschaft für das Dienst- und Gebrauchshundewesen, bis zu deren Aufgehen in der Gesellschaft für Sport und Technik. Anschließend wurde Sir Obmann der Spezialzuchtgemeinschaft Deutsche Pudel in der Sektion Hunde im Verband der Kleingärtner, Siedler und Kleintierzüchter (VKSK) der DDR, dessen Vorstandsmitglied er zugleich war. Als er 1963 seine Funktionen während der NS-Zeit bekannt wurden, wurde er aus diesen Ämtern entlassen.

## Publikationen (Auswahl)
- Wie richte ich meinen Hund ab? Die Abrichtung als Wach-, Schutz- und Fährtenhund,  Berlin: Landbau-Verlag 1952
- Jagd und Wild, Berlin: Deutscher Bauernverlag 1955 (Mit H. J. Hempel, W. Noack und Herbert Zimpel)
- Die zweckmäßige Hundehütte, in: Der Hund 6 (1956) 3, S. 12 f.